# Chrysopa septemmaculata
Chrysopa septemmaculata är en insektsart som beskrevs av Tsukaguchi 1995. Chrysopa septemmaculata ingår i släktet Chrysopa och familjen guldögonsländor. Inga underarter finns listade i Catalogue of Life.